# Vachères (Alpes-de-Haute-Provence)
Vachères ist eine französische Gemeinde mit 318 Einwohnern (Stand 1. Januar 2022) im Département Alpes-de-Haute-Provence in der Region Provence-Alpes-Côte d’Azur. Sie gehört zum Arrondissement Forcalquier und zum Kanton Reillanne. Die Bewohner nennen sich Vacherois.

## Geographie
Der Dorfkern liegt auf 830 m. 454 Hektar der Gemeindegemarkung sind bewaldet.
Die Gemeinde grenzt im Norden an Banon, im Nordosten an Revest-des-Brousses, im Osten an Aubenas-les-Alpes, im Südosten an Reillanne, im Süden an Sainte-Croix-à-Lauze, im Südwesten an Oppedette und im Nordwesten an Simiane-la-Rotonde.

## Bevölkerungsentwicklung

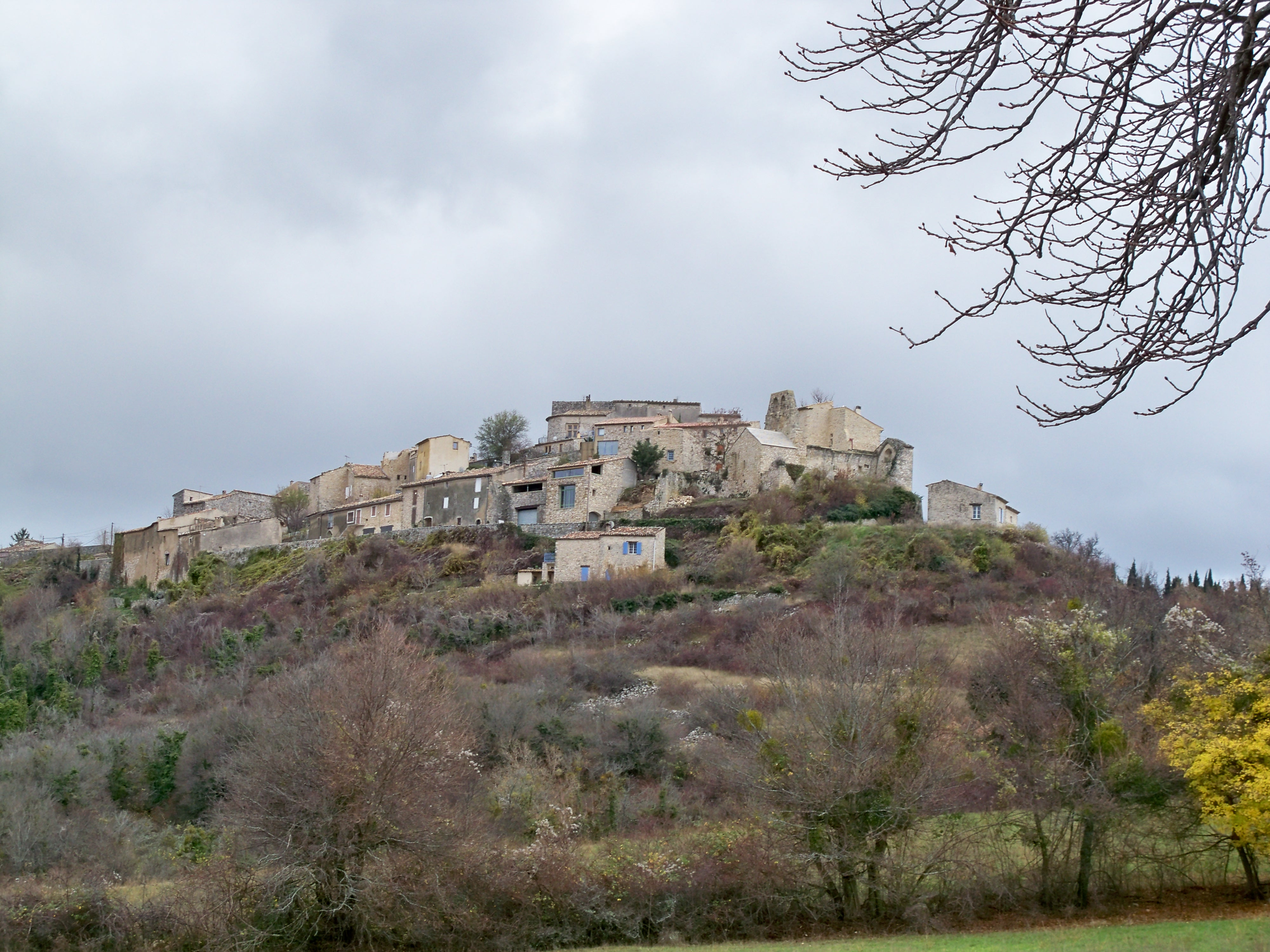
Ortsansicht

| Jahr      | 1962 | 1968 | 1975 | 1982 | 1990 | 1999 | 2008 | 2012 |
| --------- | ---- | ---- | ---- | ---- | ---- | ---- | ---- | ---- |
| Einwohner | 164  | 142  | 142  | 171  | 212  | 157  | 305  | 265  |